# رالف درينغوت
رودولف درينغوت كان أحد أعضاء عائلة درينغوت وهم من المغامرين النورمان الذين قدموا إلى جنوب إيطاليا. وصل رودولف مع إخوته جيلبرت وأسكليتين وأوزموند ورانولف. عمل في خدمة ميلوس من باري في ثورته على البيزنطيين.